# George Paul Avram
George Paul Avram (n. 31 martie 1940, Târgu Jiu, Gorj, România – d. 16 iulie 2020, București, România) a fost un actor român de film, radio, televiziune, scenă și voce. Este cel mai cunoscut publicului larg prin interpretarea rolului marinarului Haralamb din filmul serial de televiziune Toate pânzele sus.